# Hiroki Akino
Hiroki Akino (秋野 央樹 Akino Hiroki?), född 8 oktober 1994 i Chiba prefektur, är en japansk fotbollsspelare.
Akino började sin karriär 2013 i Kashiwa Reysol. 2017 flyttade han till Shonan Bellmare. Med Shonan Bellmare vann han japanska ligacupen 2018. 2019 flyttade han till V-Varen Nagasaki.